# ماتياس يايسله
ماتياس يايسله (باللغة الألمانية: Matthias Jaissle) (مواليد 5 أبريل 1988) هو مدرب كرة قدم ألماني ولاعب كرة قدم سابق، ويدرب حاليًا النادي الأهلي في الدوري السعودي للمحترفين.

## روابط خارجية
- ماتياس يايسله على موقع قاعدة بيانات كرة القدم.إي يو (الإنجليزية)
- ماتياس يايسله على موقع بيانات كرة القدم. دي إي (الألمانية)
- ماتياس يايسله على موقع Soccerway.com (الإنجليزية)
- ماتياس يايسله على موقع عالم كرة القدم.نت (الإنجليزية)
- ماتياس يايسله على موقع كووورة
- ماتياس يايسله على موقع AS.com (الإسبانية)